# برگ‌پوش گلوزرد
برگ‌پوش گلوزرد (نام علمی: Chloropsis palawanensis) نام یک گونه از سرده برگ‌نشین است.